# Haeckeliania haeckeli
Haeckeliania haeckeli är en stekelart som beskrevs av Girault 1912. Haeckeliania haeckeli ingår i släktet Haeckeliania och familjen hårstrimsteklar. Inga underarter finns listade i Catalogue of Life.